# ТК-17 «Архангельск»
ТК-17 — советский и российский тяжёлый атомный ракетный подводный крейсер стратегического назначения проекта 941 «Акула», пятый корабль в серии.

## История строительства

Герб Архангельска — эмблема корабля

9 августа 1983 года состоялась закладка корабля на «Северном машиностроительном предприятии» под заводским номером 725. 3 марта 1984 года корабль был официально зачислен в списки кораблей ВМФ СССР. 12 декабря 1986 года состоялся спуск на воду, 15 декабря 1987 года вступила в строй.
19 февраля 1988 года корабль вошёл в состав 18-й дивизии подводных лодок Северного флота.

## История службы
27 сентября 1991 года во время учебного пуска в Белом море на ТК-17 в шахте взорвалась и сгорела практическая ракета. Взрывом была сорвана крышка шахты, а передний отсек ракеты выброшен в море, разлетевшиеся горящие куски твёрдого топлива привели к возгоранию покрытия легкого корпуса. Чтобы избежать перегрева и возможности взрыва остальных 19 боевых ракет было осуществлено срочное погружение с последующим всплытием. Тем самым, пожар был ликвидирован. Благодаря оперативным и грамотным решениям командира и действиям экипажа, авария была предотвращена, а ситуация взята под контроль. Во время инцидента экипаж не пострадал, лодка была вынуждена встать в ремонт в Оленьей Губе в ходе которого повреждённая шахта № 3 была выведена из эксплуатации, загружен грузовой макет и заварена крышка шахты, частично заменено обгоревшее покрытие легкого корпуса.
3 июня 1992 года переклассифицирован в тяжёлый атомный подводный крейсер стратегического назначения.
С января по ноябрь 2002 года прошёл ремонт на «Северном машиностроительном предприятии». 18 ноября того же года получил наименование «Архангельск», переданное от выведенного из состава флота ПЛАРК К-525 «Архангельск».
17 февраля 2004 года во время стратегических командно-штабных учений на борту АПЛ ТК-17 «Архангельск» присутствовал Владимир Путин.
29 апреля 2004 года в связи с отсутствием боекомплекта крейсер был выведен в резерв. 7 октября 2007 года офицеры с подводного крейсера ТК-17 «Архангельск» были приглашены на 55-летний юбилей В. Путина.
Во время встречи он обратился к присутствующим: «Сегодня у нас не подведение итогов, не совещание и даже не награждение, я встречаюсь сегодня с людьми, которых глубоко уважаю, уважаю за все, что сделали вы и ваши подчиненные для возвращения престижа армии».
В 2005 году из-за отсутствия боезапаса ТК-17 был выведен в резерв.
В 2013 году в прессе появились сообщения о грядущей скорой утилизации подводной лодки. По состоянию на 11 ноября 2016 года вопрос об утилизации не был решён.
В 2015 году имя «Архангельск» было передано заложенному пятому кораблю проекта 08551 К-564 «Архангельск»
В марте 2017 года появились фотографии ТК-17 с демонтированными крышками ракетных шахт. Ранее на портале Госзакупок МО РФ появился тендер на проведение работ по демонтажу крышек ракетных шахт, стоимостью 28 млн руб.
В январе 2018 года были сообщения о планах компании «Росатом» по утилизации подводных лодок проекта 941 «Архангельск» и «Северсталь» после 2020 года. Однако в июне 2019 года вице-адмирал Олег Бурцев сообщил прессе, что решение по утилизации было отменёно. Вместо этого ТК-17 отремонтируют, переоборудуют и дооснастят 200-ми крылатыми ракетами.